# Сив соколе (албум)
„Сив соколе“ је албум традиционалних српских песама Пјевачке дружине Светлане Спајић из Београда. У облику компакт диска објавила га је београдска кућа „Multimedia Music“, 2012. године.
На албуму је објављена 21 песма најстаријих облика српског традиционалног певања — укључујући и ојкалице из Далмације, потресалице из Босанске Крајине, херцеговачке ганге, златиборске кајде, канталице из Подриња и старинске баладе са Косова и Метохије и Источне Србије  — у извођењу Светлане Спајић, Драгане Томић, Миње Николић, Јоване Лукић и Зоране Бантић.
Као значајан културни догађај, целовечерњи концерт којим је албум промовисан 27. марта 2013. у Студију 6 Радио Београда истовремено су уживо преносили Трећи програм Радио Београда и телевизијски канал РТС Дигитал.
Издање је проглашено за најбољи world music албум у Србији у 2012. години по избору емисије  Радија Б92.

## Списак песама
1. Голубице бјела
2. Сив соколе
3. Четири ганге
4. Приони, мобо, за лада
5. Полегла је белија пшеница
6. Ој, јабуко зеленико
7. Валила се вала
8. Кукај, кукај, црна кукавице
9. Ова брда и пусте долине
10. Што Морава мутна тече
11. Сине мио, где си синоћ био
12. Ја урани јутрос рано
13. Што ме иска свака неприлика
14. Закошена зелена ливада
15. Ожени се од доњега града
16. Удаћу се ђе ћу бити сама
17. Каранфил се на пут спрема
18. Робство Јанковић Стевана
19. Ој Крајино, моја мила мати
20. Кићено небо звездама
21. Бјела Голубица

## Подаци о издању
- Издавач: „Multimedia Music“, Београд
- Дизајн: Ненад Петровић
- Текст на српском и енглеском и превод: Светлана Спајић

## Критички пријем
„Сив Соколе“ је колекција двадесет песама из Србије, Хрватске, Босне и Херцеговине (Косова и Метохије, Баније, Далмације, Лике) које у пуној мери користе раскош пет утренираних гласова што се без видног напора пребацују из стила у стил, из географског и менталног простора у други географски и ментални простор, показујући запрепашћујући дијапазон техника, али и запрепашћујућу актуелност традиционалних форми и тема.— Урош Смиљанић, 2013.
Право са великих светских музичких сцена попут Консертхебауа у Амстердаму, Концертхауса у Бечу, Театра Реал у Мадриду, институција попут Музеја модерне уметности у Њујорку, музеја Јад Вашем у Јерусалиму, Музеја савремене уметности у Лос Анђелесу, у последње време и у представи "Живот и смрт Марине Абрамовић" Боба Вилсона, Пјевачка дружина се враћа пред домаћу публику у Студио 6.— Радио Србија, најава за промоцију албума Сив соколе, 2013.

## Награде и признања
- Најбољи world music албум у Србији у 2012. години по избору емисије  Радија Б92.